# Douglas (Alabama)
Douglas ist eine Town im Marshall County, Alabama, USA. Die Gesamtfläche des Ortes beträgt 8,0 km². 2020 hatte der Ort 761 Einwohner. 

## Demographie
Bei der Volkszählung aus dem Jahr 2000 hatte Douglas 530 Einwohner, die sich auf 213 Haushalte und 158 Familien verteilten. Die Bevölkerungsdichte betrug somit 66 Einwohner/km². 96,79 % der Bevölkerung waren weiß, 0,57 % indianisch. In 35,7 % der Haushalte lebten Kinder unter 18 Jahren. Das Durchschnittseinkommen betrug 33.594 Dollar pro Haushalt, wobei 8,8 % der Bevölkerung unterhalb der Armutsgrenze lebten.